# 查尔斯·穆尔 (跨栏运动员)
查尔斯·穆尔（英語：Charles Moore，1929年8月12日—2020年10月8日），美国男子田径运动员，主攻跨栏。他曾代表美国参加1952年夏季奥林匹克运动会田径比赛，获得一枚金牌和一枚银牌。